# Mölnlycke
Mölnlycke è una città del Västergötland nella contea di Västra Götaland. La città è situata 10 chilometri ad est della città di Göteborg. È il centro della municipalità di Härryda, che conta 32.395 abitanti.

## Geografia fisica
La città è situata nel sud-occidentale della Svezia.

## Educazione

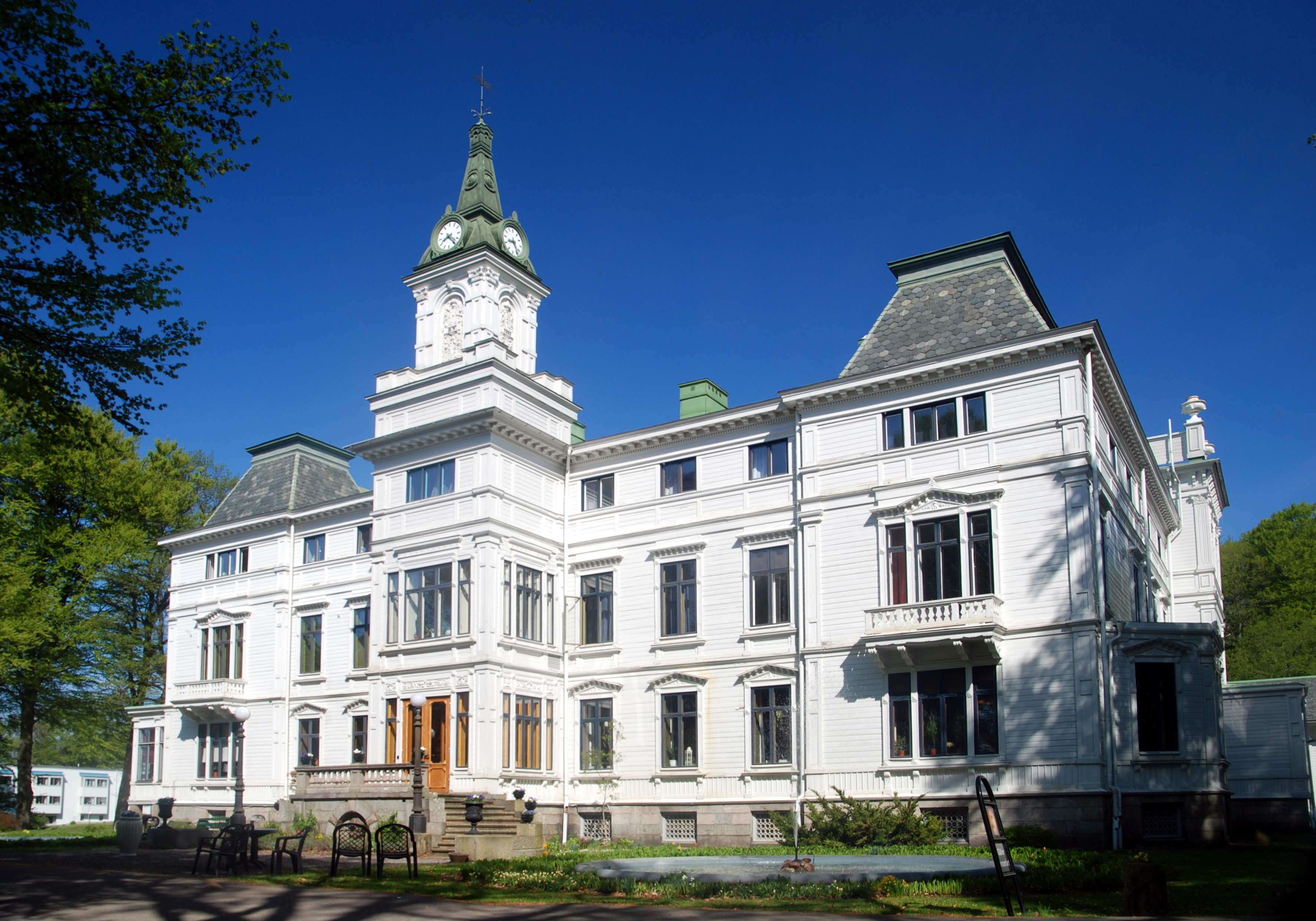
Wendelsbergs Folkhögskola